# 弗拉维乌斯·多米德
弗拉维乌斯·多米德（羅馬尼亞語：Flavius Domide，1946年5月7日—），罗马尼亚男子足球运动员，司职前锋。他曾代表罗马尼亚国家队参加1970年国际足联世界杯，结果队伍止步小组赛阶段。